# Aire urbaine de L'Aigle
L'aire urbaine de L'Aigle est une aire urbaine française constituée autour de ville de L'Aigle (Orne).
En 1999, ses 20 043 habitants faisaient d'elle la 256e des 354 aires urbaines françaises. 

## Caractéristiques
D'après la délimitation établie par l'INSEE, l'aire urbaine de L'Aigle est composée de 21 communes, toutes situées dans l'Orne. 
3 des communes de l'aire urbaine font partie de son pôle urbain, l'unité urbaine (couramment : agglomération) de L'Aigle.
Les autres communes, dites monopolarisées, sont toutes des communes rurales.
L'aire urbaine de L'Aigle appartient à l'espace urbain de L'Aigle.
Le tableau suivant indique l'importance de l’aire dans le département (les pourcentages s'entendent en proportion du département) :
| Département | Communes | Communes (%) | Superficie (km²) | Superficie (%) | Population (2011) | Population (%) |
| ----------- | -------- | ------------ | ---------------- | -------------- | ----------------- | -------------- |
| Orne        | 21       | 4,2          | 266,38           | 4,4            | 19 738            | 6,8            |

En 2006, la population s’élevait à 19 894 habitants.

## Les 21 communes de l'aire
Voici la liste et les caractéristiques des communes de l'aire urbaine de L'Aigle.
| Code INSEE | Commune                       | Type de commune              | Dép. | Superficie (km²) | Population (1999) | Densité (hab./km²) |
| ---------- | ----------------------------- | ---------------------------- | ---- | ---------------- | ----------------- | ------------------ |
| 61008      | Aube                          | Commune rurale monopolarisée | Orne | +0005,74         | +0 0001 540,      | +00268,29          |
| 61012      | Auguaise                      | Commune rurale monopolarisée | Orne | +0002,25         | +00 000119,       | +00052,89          |
| 61032      | Beaufai                       | Commune rurale monopolarisée | Orne | +0012,9          | +00 000346,       | +00026,82          |
| 61052      | Bonnefoi                      | Commune rurale monopolarisée | Orne | +0005,39         | +00 000131,       | +00024,3           |
| 61059      | Bresolettes                   | Commune rurale monopolarisée | Orne | +0005,84         | +000 00021,       | +0 0003,6          |
| 61060      | Brethel                       | Commune rurale monopolarisée | Orne | +0002,97         | +00 000116,       | +00039,06          |
| 61100      | La Chapelle-Viel              | Commune rurale monopolarisée | Orne | +0011,79         | +00 000245,       | +00020,78          |
| 61140      | Crulai                        | Commune rurale monopolarisée | Orne | +0022,5          | +00 000783,       | +00034,8           |
| 61151      | Écorcei                       | Commune rurale monopolarisée | Orne | +0009,47         | +00 000299,       | +00031,57          |
| 61184      | Gauville                      | Commune rurale monopolarisée | Orne | +0021,51         | +00 000474,       | +00022,04          |
| 61187      | Les Genettes                  | Commune rurale monopolarisée | Orne | +0006,54         | +00 000128,       | +00019,57          |
| 61214      | L'Aigle                       | Commune du pôle urbain       | Orne | +0018,02         | +0 0008 972,      | +00497,89          |
| 61342      | Rai                           | Commune du pôle urbain       | Orne | +0016,03         | +0 0001 760,      | +00109,79          |
| 61406      | Saint-Hilaire-sur-Risle       | Commune rurale monopolarisée | Orne | +0006,61         | +00 000327,       | +00049,47          |
| 61422      | Les Aspres                    | Commune rurale monopolarisée | Orne | +0023,21         | +00 000633,       | +00027,27          |
| 61423      | Saint-Martin-d'Écublei        | Commune rurale monopolarisée | Orne | +0011,94         | +00 000499,       | +00041,79          |
| 61432      | Saint-Michel-Tubœuf           | Commune rurale monopolarisée | Orne | +0008,73         | +00 000533,       | +00061,05          |
| 61435      | Saint-Nicolas-de-Sommaire     | Commune rurale monopolarisée | Orne | +0016,28         | +00 000270,       | +00016,58          |
| 61440      | Saint-Ouen-sur-Iton           | Commune rurale monopolarisée | Orne | +0014,19         | +00 000828,       | +00058,35          |
| 61456      | Saint-Sulpice-sur-Risle       | Commune du pôle urbain       | Orne | +0028,45         | +0 0001 522,      | +00053,5           |
| 61457      | Saint-Symphorien-des-Bruyères | Commune rurale monopolarisée | Orne | +0016,02         | +00 000497,       | +00031,02          |
|            | Total                         |                              |      | +0266,38         | +00020 043,       | +00075,24          |